# Gruta da Marota
A Gruta da Marota é uma caverna localizada no distrito de Ubiraitá da cidade brasileira de Andaraí, na Bahia, próxima ao Parque Nacional da Chapada Diamantina, e que se constitui uma das atrações turísticas da região, localizada em propriedade particular.

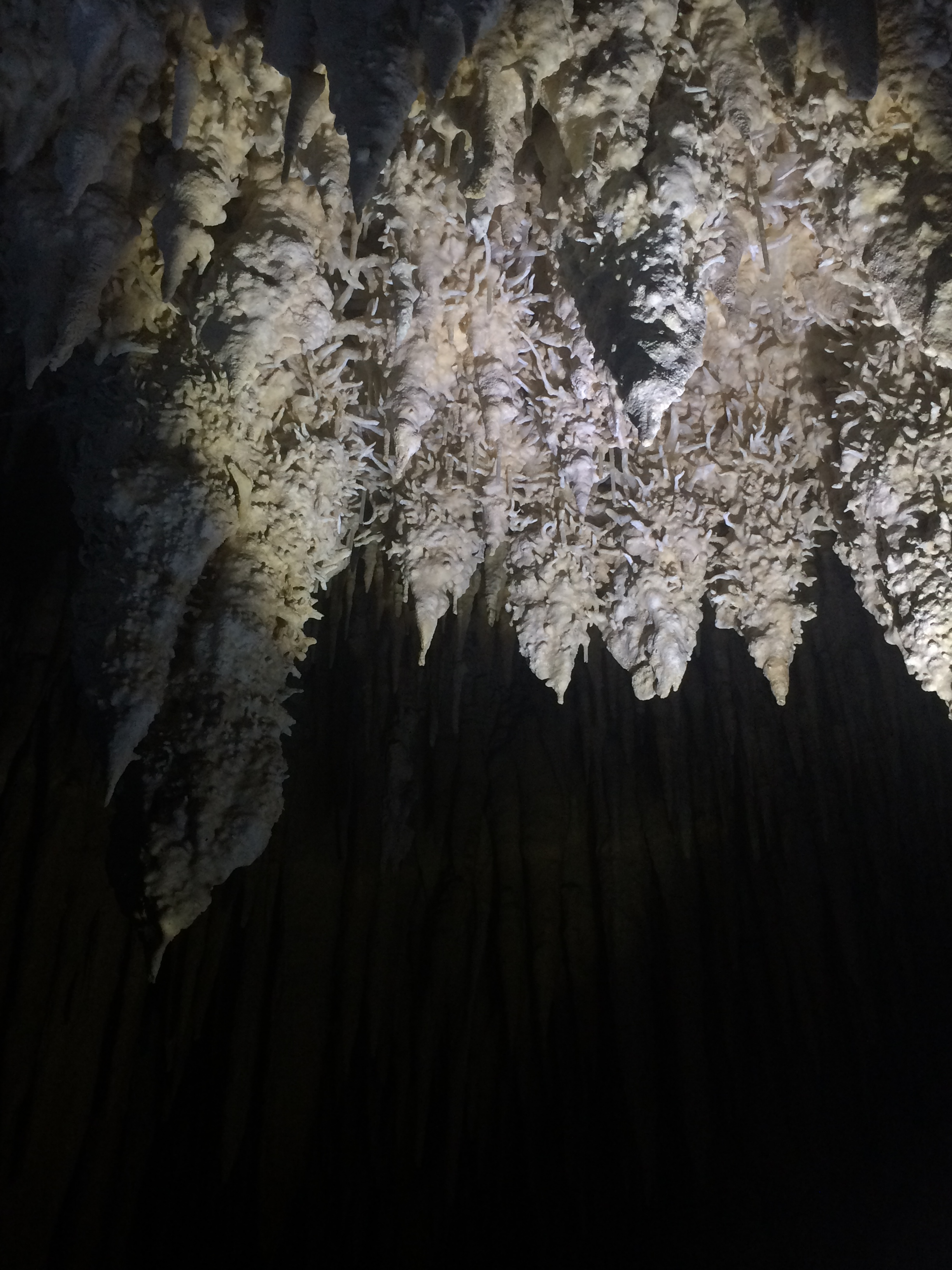
Formações no interior da Gruta da Marota

Até 2018, quando a afiliada estadual da rede Globo realizou uma matéria sobre a Gruta, era pouco visitada. Em seu lado externo existe um paredão que alcança os setenta metros de altura, e a gruta, ainda não totalmente explorada em 2018, surge como uma fenda na base. Seu interior é marcado pela existência de muitas formações em estalactites e estalagmites.
A gruta teria este nome em razão do apelido de Laurinda Silva Fernandes, moradora do local. Segundo registro de expedição realizada por espeleólogos em 2017 " o acesso se dá pela rodovia BA-142 e em seguida pela BA-851, até tomar a estrada de chão que leva ao distrito de Ubiraitá, totalizando aproximadamente 56 km".
A área em que está localizada fica próxima à formação de "murundus", que intriga os pesquisadores acerca de sua origem; próximo à Marota há ainda outra caverna de interesse científico e turístico, a Gruta da Paixão. Segundo registro da expedição de 2017, o lugar guarda o registro de romarias ali realizadas, bem como o registro de rejeitos deixados por visitantes. No seu interior e em outras das suas entradas além da principal foram encontrados registros fósseis de tamanduás e preguiças, pinturas rupestres e, no entorno, objetos em pedra dos primitivos habitantes indígenas.
Graças aos seus proprietários que controlam a visitação, este sítio mantém uma maior preservação estrutural. Integra o conjunto de formações que fazem parte do projeto de criação de área de proteção geológica chamado Geoparque da Serra do Sincorá.